# Anna Terpiłowska
Anna Terpiłowska (ur. 28 grudnia 1987 w Sztokholmie) – polska aktorka filmowa i teatralna.

## Życiorys
Jest absolwentką Państwowej Wyższej Szkoły Teatralnej w Krakowie, którą ukończyła w 2011 roku. W tym samym roku została aktorką Teatru im. Juliusza Słowackiego w Krakowie. Jest laureatką Nagrody Studia Filmowego Opus Film za rolę Panny Anieli w spektaklu Damy i huzary na XXIX Festiwalu Szkół Teatralnych w Łodzi. Od 2013 roku związana jest z Teatrem Syrena w Warszawie.

## Filmografia
- 2008: Żołnierze wyklęci
- 2010: Mała matura 1947 jako dziewczyna
- 2011: Zniknięcie jako bibliotekarka
- 2012–2014: Piąty Stadion jako kobieta (odc. 85)
- 2013: Lekarze jako studentka Anita Rozwadowska (odc. 32, 34)
- 2013: Ambassada jako Ola, przyjaciółka Melanii
- 2014: Nad jako psycholog
- 2015: Obce niebo jako nauczycielka
- 2015, 2018: O mnie się nie martw jako mecenas Magda Gadomska
- 2015: Dzień w Warszawie jako Ela
- 2015: Na Wspólnej jako Lena Sosnowska
- 2016: Wmiksowani.pl jako Marta Budzyńska, kelnerka
- 2016: Komisja morderstw jako Julia, menadżerka huty (odc. 10)
- 2017: Gotowi na wszystko. Exterminator jako Kaśka, żona Jaromira
- 2018: Na dobre i na złe jako Tamara (odc. 692)
- 2018: Komisarz Alex jako pułkownik Lea Sokołowska (odc. 136)
- 2019: Korona królów jako Estera, kochanka króla Kazimierza Wielkiego
- 2019: Za marzenia jako reżyserka paradokumentu (odc. 26)
- 2020: Przyjaciółki jako Monika, klientka Ingi (odc. 188)
- od 2021: Papiery na szczęście jako Agata, siostra Adama
- 2022: Niebezpieczni dżentelmeni jako Maria Pawlikowska-Jasnorzewska

## Role musicalowe wTeatrze Syrena[2]
- 2018: Rodzina Adamsów(inne języki) – Morticia Addams(inne języki)
- 2021: Bitwa o tron. Musicalowy talent show – Stefan Batory
- 2022: Matylda
- 2023: Czarny Szekspir – Jenny Lind
- 2023: SIX – Katarzyna Howard

## Polski dubbing

### Filmy
- 2016: Królowa Śniegu 3: Ogień i lód – Alfida
- 2016: Mój przyjaciel smok – Grace
- 2016: Tarzan: Legenda – Jane Porter
- 2017: Potworna rodzinka – Fay
- 2017: Smerfy: Poszukiwacze zaginionej wioski
- 2018: Klakson i spółka
- 2018: Scooby-Doo i Batman: Odważniaki i straszaki – Kelnerka
- 2019: Był sobie pies 2
- 2019: Ciekawski George: Królewska małpka – Anna
- 2019: Timmy Fiasco: Błędy się zdarzają – Patty Fiasco

### Seriale
- 2012: Lego Friends – Joy (odc. S1)
- 2013-2018: Jej Wysokość Zosia – Cordelia (odc. 70)
- 2013-2020: Steven Universe – Sardonyks (odc. 63, 105)
- 2015: Lwia Straż –
  - Muhimu (odc. 10, 12-15, 19, 22),
  - Madoa (odc. 23, 38, 52),
  - Mama Mtoto
- 2016: Kamera, akcja, Lexi! – Cowgirl
- 2016: LEGO Friends: Moc przyjaźni – Joy
- 2017: Miki i raźni rajdowcy
- 2017: Nie ma jak w rodzinie –
  - Claire,
  - Brandy (odc. 3, 6)
- 2018: Biuro ochrony magii – Orla Maguire (odc. 3, 5-6, 10, 14-20)
- 2018: Kuchciwróżki – Jaskier
- 2018: She-Ra i księżniczki mocy – Entrapta
- 2018: Totalna Porażka: Przedszkolaki
- 2019: DC Super Hero Girls –
  - Zee Zatara / Zatanna,
  - klientka (odc. S11)
- 2019: Power Rangers Beast Morphers – Nikki (odc. 17)
- 2022: Obi-Wan Kenobi – Breha Organa[3]

### Gry
- 2011: League of Legends – Xayah
- 2015: Wiedźmin: Dziki Gon – Priscilla
- 2018: Gwint: Wiedźmińska gra karciana – Priscilla